# Przyrów
Przyrów ist eine Stadt und Sitz der gleichnamigen Gemeinde im Powiat Częstochowski der Woiwodschaft Schlesien in Polen.

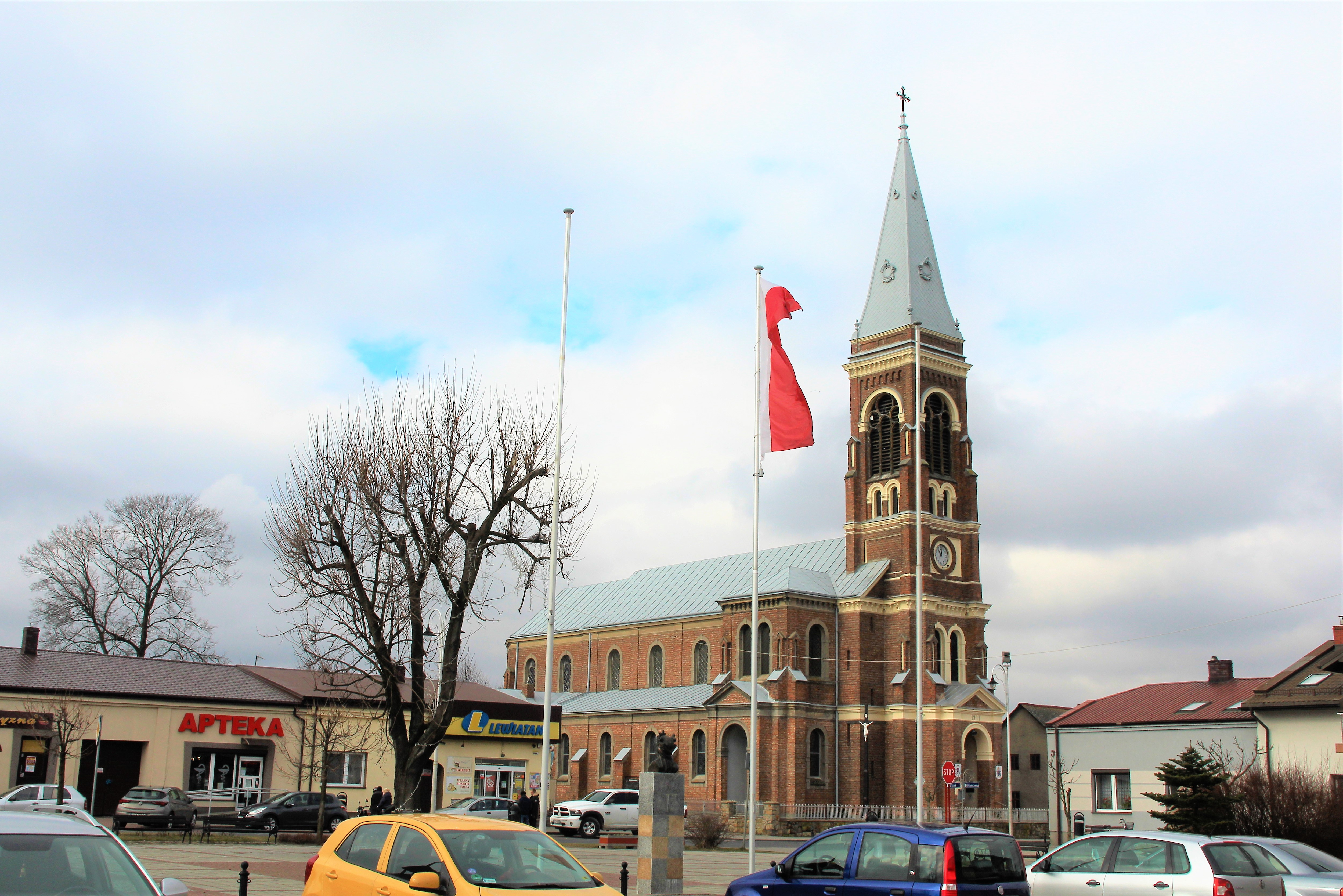
Kirche auf der Ecke des Marktplatzes

## Geschichte
Die Stadt Przirow wurde im Jahr 1369 auf dem Grund des Dorfs Komorów von Jakub Rechicki von Nagłowice nach dem Neumarkter Recht gegründet. Der Ortsname, der oft zwischen den Formen Przerów und Przyrów wechselte, ist topographischer Herkunft und bezeichnete einen Ort przy rowie (bei dem Graben; altkirchenslawisch Přerovъ - Graben, siehe auch Přerov), oder vom Appellativ *przyrowa.
Um das Jahr 1600 war Przerów bzw. Przyrów mit über 1000 Einwohnern die zweitgrößte Stadt im Kreis Lelów (nach Częstochowa) in der Woiwodschaft Krakau in der Adelsrepublik Polen-Litauen. Die Pfarrei umfasste damals außer der Stadt nur die Ortschaften Zarębice und Wiercice. In der Mitte des 17. Jahrhunderts durch die Schwedische Sintflut und von der Lubomirski-Konföderation wurde die Stadt fast komplett zerstört.
Im Zuge der zweiten polnischen Teilung kam die Stadt 1793 an Preußen. 1807 kam sie ins Herzogtum Warschau und 1815 ins neu entstandene russisch beherrschte Kongresspolen. Ab dem späten 18. Jahrhundert lebten in Przyrów Juden (1880: 1260 von 2933 Einwohnern), die eine Synagoge und einen Friedhof bauten. 1870 verlor der Ort mit 14 anderen Städten im Gouvernement Piotrków das Stadtrecht im Zusammenhang der Repressionen nach dem Januaraufstand.
Nach dem Ende des Ersten Weltkriegs kam Przyrów zu Polen, Woiwodschaft Kielce. Im Jahr 1921 gab es in der städtischen Siedlung Przyrów, im Sitz der gleichnamigen Gemeinde im Powiat Częstochowski der Woiwodschaft Kielce 283 Häuser mit 2453 Einwohnern, es waren überwiegend polnische Römisch-Katholiken, es gab auch 802 Juden. In der Zeit der deutschen Besetzung Polens im Zweiten Weltkrieg befand sich der Ort im Generalgouvernements.
Von 1975 bis 1998 gehörte Przyrów zur Woiwodschaft Częstochowa.
Zum 1. Januar 2024 erhielt Przyrów wieder Stadtrecht.